# 1957 في التلفزيون البريطاني
هذه قائمة بالأحداث المتعلقة التي حدثت بالتلفزيون البريطاني منذ عام 1957.

## الأحداث

### يناير
- لا أحداث.

### فبراير
- 16 فبراير - «هدنة الأطفال» (اتفاق لم يكن بموجبه بث تلفزيوني بين 6 سنوات مساء و 7 PM ، للسماح للآباء بوضع أطفالهم في الفراش!)؛ لقد كان حجر عثرة رئيسي لنجاح ITV .

### مارس
- 3 مارس - دخلت المملكة المتحدة مسابقة الأغنية الأوروبية للمرة الأولى بأغنية All " All " التي تؤديها باتريشيا بريدين.

### أبريل
- 1 أبريل - برنامج الشؤون الجارية البريطاني بانوراما يبث تقرير خدعة أشجار السباغيتي الشهير.[1]
- 21 أبريل - بدء بث سلسلة وثائقية تاريخية رجال ونساء وملابس . إنه أول برنامج بي بي سي تم تصويره بالألوان، على الرغم من أنه يمكن نقله بالأبيض والأسود فقط.
- 24 أبريل - ظهرت السماء في الليل لأول مرة، قدمها باتريك مور. يستمر البث مع مور كمقدم حتى وفاته في ديسمبر 2012.

### مايو
- لا أحداث.

### يونيو
- لا أحداث.

### يوليو
- لا أحداث.

### أغسطس
- 31 أغسطس - بدأ برنامج Scottish Television بامتياز ITV في وسط اسكتلندا، وهو أول امتياز ITV لمدة 7 أيام في الأسبوع للقيام بذلك.

### سبتمبر
- أيلول (سبتمبر) - انطلاق أولى نشرات الأخبار الإقليمية.
- 18 سبتمبر - بدأ البرنامج الرياضي Scotsport البث على التلفزيون الإسكتلندي. بحلول الوقت الذي انتهى فيه في عام 2008، تم الاعتراف بها كأطول مجلة رياضية تلفزيونية في العالم.
- 24 سبتمبر - تبث خدمات مدارس ITV ومدارس BBC ، برامج البث للمدارس والكليات، على الهواء.
- 30 سبتمبر - نشرات الأخبار التلفزيونية الإقليمية لشمال إنجلترا تبدأ من استوديو بيكاديللي N في مانشستر.[2]

### أكتوبر
- لا أحداث.

### نوفمبر
- لا أحداث.

### ديسمبر
- 3 ديسمبر - الظهور الأول وجهاً لوجه في خدمة تلفزيون بي بي سي.
- 25 ديسمبر - تم بث رسالة عيد الميلاد الملكية لأول مرة عبر التلفاز برسالة من إليزابيث الثانية.

## لأول مرة

### خدمة تلفزيون بي بي سي / بي بي سي تي في
- 2 يناير - بوتس وفانتوم بيبر (1957)
- 3 يناير - ملكة جمالنا بيمبرتون (1957-1958)
- 13 يناير - مغامرات بيتر سيمبل (1957)
- 17 يناير - ماي بال بوب (1957-1958)
- 8 فبراير - كينيلورث (1957)
- 16 فبراير - Six-Five Special (1957–1958)
- 18 فبراير - الليلة (1957-1965)
- 3 مارس - أطفال السكك الحديدية (1957)
- 24 أبريل - السماء في الليل (1957 حتى الآن)
- 30 أبريل - سارة كرو (1957)
- 6 مايو - تقدم دريك (1957-1958)
- 19 مايو - قواطع الآلات (1957)
- 29 مايو - لعنة ثمينة (1957)
- 2 يونيو - مني إليك (1957)
- 13 يونيو - ملابس الأغنام (1957)
- 16 يونيو - هنتنغتور (1957)
- 22 يوليو - سكوت فري (1957)
- 27 يوليو - الهروب (1957)
- 4 سبتمبر - السيد تشارلزوورث (1957)
- 2 أكتوبر - المتعلم إيفانز (1957-1958)
- 12 أكتوبر - الرعد في الغرب (1957)
- 16 أكتوبر - الملوك (1957-1958)
- 18 أكتوبر - نيكولاس نيكلبي (1957)
- 25 أكتوبر - بي قريبا (1957)
- 13 نوفمبر وقت من اليوم (1957)
- 3 ديسمبر - وجها لوجه (1957-1962)
- 27 ديسمبر -
  - رصيف الملاك (1957-1958)
  - حكايات كاكستون (1957-1958)
- مجهول
  - الكابتن بوغواش (بي بي سي 1957-1975 ، ITV 1997-2002)
  - بينكي آند بيركي (1957-1968)

### آي تي في
- 2 يناير - عرض آرثر هاينز (1957-1966)
- 26 يناير - الرجل الذي كان اثنان (1957)
- 11 فبراير - نعم، إنه عرض أنبوب أشعة الكاثود! (1957)
- 19 فبراير - الطوارئ - الجناح 10 (1957-1967)
- 9 مارس - القتلة اللطفاء (1957)
- 5 أبريل - معا مرة أخرى (1957)
- 12 أبريل - العيش فيه (1957-1958)
- 20 أبريل - القطب 93 (1957)
- 15 يونيو -
  - ساعة الغموض (1957)
  - دافع القتل (1957)
  - نادي الصحافة في الخارج - خاص! (1957)
- 17 يونيو - فرقة الظل (1957-1959)
- 19 يونيو - لعبة الجيش (1957-1961)
- 12 يوليو - The Gay Cavalier (1957)
- 3 أغسطس - The Schirmer Inheritance (1957)
- 7 أغسطس - Dead Giveaway (1957)
- 9 أغسطس - مغامرات تشارلي تشان الجديدة (1957-58)
- 14 سبتمبر - خمسة أسماء لجوني (1957)
- 16 سبتمبر - حقيبة القتل (1957-1958)
- 18 سبتمبر - خارج الخطوة (1957)
- 22 سبتمبر - OSS (1957-1958)
- 12 أكتوبر - وايت هانتر (1957-1959)
- 13 نوفمبر - مغامرات تويزل (1957-1959)
- 21 ديسمبر - الويب (1957)

#### إس تي في
- 18 سبتمبر - سكوتسبورت (1957-2008)

## البرامج التلفزيونية المستمرة

### عشرينيات القرن الماضي
- بي بي سي ويمبلدون (1927-1939، 1946-2019، 2021-2024)

### الثلاثينيات
- سباق القوارب (1938-1939، 1946-2019)
- بي بي سي للكريكيت (1939، 1946-1999، 2020-2024)

### الأربعينيات
- شاهد مع الأم (1946-1973)
- تعال للرقص (1949-1998)

### الخمسينيات
- آندي باندي (1950–1970، 2002-2005)
- ما هو خط بلدي؟ (1951-1963)
- رجال أصيص الزهور (1952-1958، 2001-2002)
- كل ما يخصك (1952-1961)
- راغ وتاج وبوبتيل (1953-1965)
- الأيام الخوالي (1953-1983)
- بانوراما (1953 حتى الآن)
- وودنتوبس (1955-1958)
- مغامرات روبن هود (1955-1960)
- كتاب مصور (1955-1965)
- ليلة الأحد في بلاديوم لندن (1955-1967، 1973-1974)
- اختر ما تريد (1955-1968، 1992-1998)
- ضاعف نقودك (1955-1968)
- ديكسون دوك جرين (1955-1976)
- ممتاز جدا (1955-1984، 2020 إلى الوقت الحاضر)
- نصف ساعة هانكوك (1956-1961)
- فرصة نوكس (1956-1978، 1987-1990)
- هذا الأسبوع (1956-1978، 1986-1992)
- مسرح الكرسي (1956-1974) [3]
- ماذا تقول الأوراق (1956-2008)

## إنتهت في عام 1957
- ذا أبلياردز (1952-1957)
- عائلة غروف (1954-1957)
- مغامرات آجي (1956-1957)
- عرض توني هانكوك (1956-1957)
- مغامرات السير لانسلوت (1956-1957)

## المواليد
- 17 كانون الثاني (يناير) - كيث تشيجوين، مقدم برامج للأطفال (ت 2017)
- 24 يناير - أدي إدموندسون، ممثل كوميدي
- 27 فبراير - تيموثي سبال، ممثل
- 5 مايو - ريتشارد إي جرانت، ممثل
- 11 مايو - مايك نيسبيت، صحفي إذاعي وسياسي
- 4 يوليو - جيني سيغروف، ممثلة
- 9 يوليو - بول ميرتون، ممثل وكوميدي
- 12 يوليو - كريستوفر كوينتين، ممثل
- 17 يوليو - فيرن بريتون، مقدم
- 23 يوليو - جو براند، ممثل كوميدي
- 12 أغسطس - أماندا ريدمان، ممثلة
- 24 أغسطس - ستيفن فراي، كوميدي، مقدم، ممثل ومؤلف
- 12 سبتمبر - راشيل وارد، ممثلة
- 11 أكتوبر - فجر كوميدي فرنسي
- 24 أكتوبر - سارة جرين، مقدمة
- 17 نوفمبر - ديبي Thrower ، مقدم
- 30 نوفمبر - كولين موشري، ممثل كوميدي
- 23 ديسمبر - تريشا جودارد، مقدمة
- 26 ديسمبر - ديرموت مورناغان، صحفي ومقدم

## حالات الوفاة
- 7 أغسطس - أوليفر هاردي، جزء من لوريل وهاردي (مواليد 1892 (65 سنة))